# Dorfkirche Wulfersdorf (Tauche)

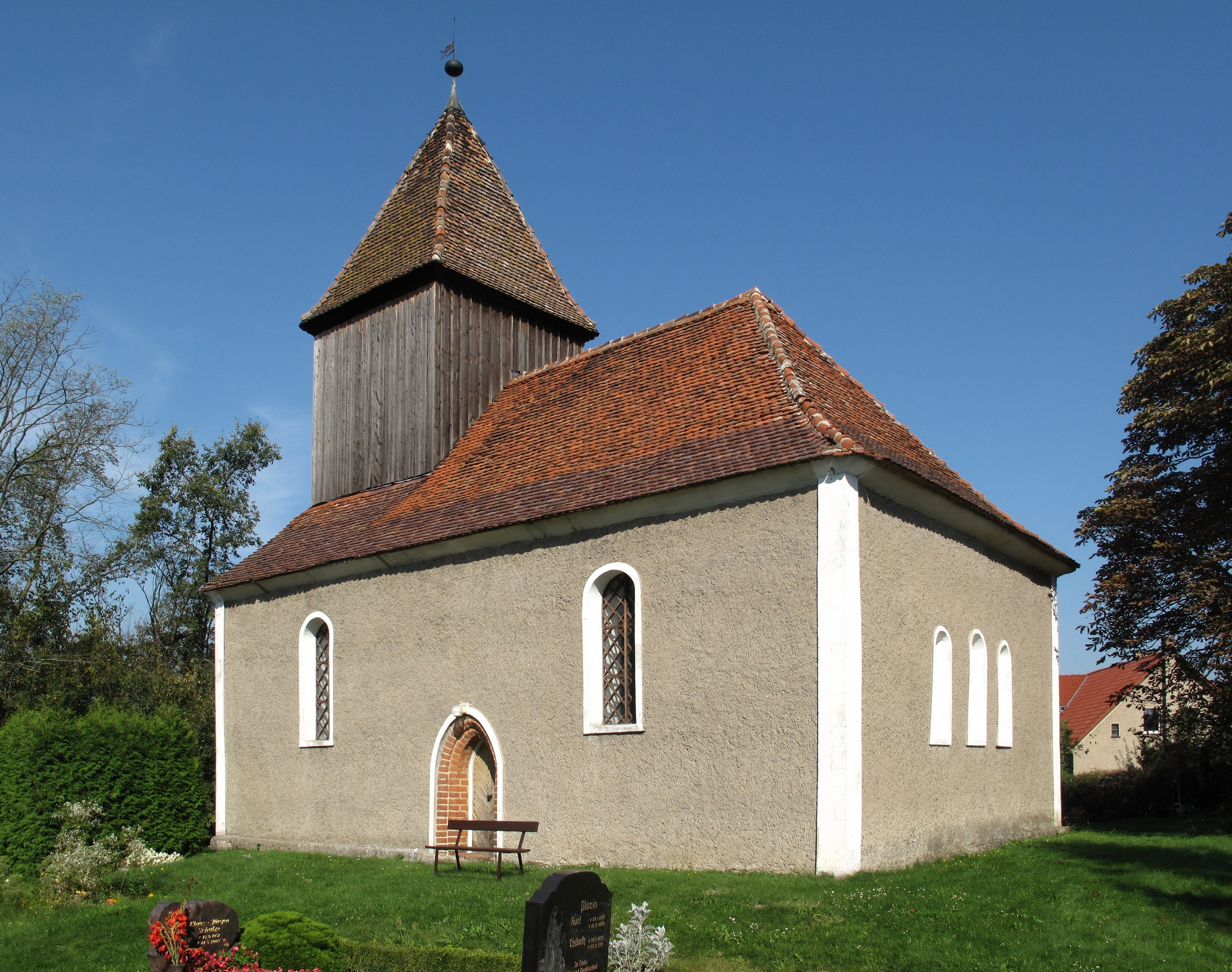
Dorfkirche Wulfersdorf

Die evangelische Dorfkirche Wulfersdorf ist eine Saalkirche aus dem Jahr 1670 in Wulfersdorf, einem Wohnplatz im Ortsteil Giesensdorf der Gemeinde Tauche im Landkreis Oder-Spree im Land Brandenburg. Die Kirchengemeinde gehört zum Kirchenkreis Oderland-Spree der Evangelischen Kirche Berlin-Brandenburg-schlesische Oberlausitz.

## Lage
Die Straße Wulfersdorf führt von Nordwesten kommend in südöstlicher Richtung durch den Ort. Dort spannt sie den historischen Dorfanger auf, auf dem die Kirche auf einem Grundstück steht, das mit einer Mauer aus unbehauenen und nicht lagig geschichteten Feldsteinen eingefriedet ist.

## Geschichte
Das Bauwerk wurde – vermutlich unter Einbeziehung eines Vorgängerbaus – im Jahr 1670 errichtet. Zu dieser Zeit lag das Kirchenpatronat bei derer von Maltitz. In den 2010er Jahren wurde die Kirche saniert. Dabei wurde die Gebäudehülle instand gesetzt und die Ausmalung des Innenraums erneuert.

## Baubeschreibung
Die Kirche wurde im Wesentlichen aus Feldsteinen errichtet, die anschließend verputzt wurden. Das Bauwerk hat einen rechteckigen Grundriss. An der Ostwand sind drei rundbogenförmige Fenster, deren Faschen durch einen Anstrich nochmals hervorgehoben werden. An der Nord- und Südseite sind je zwei große Rundbogenfenster. Der Zugang erfolgt über ein mehrfach getrepptes Portal von Süden her. Es ist spitzbogenförmig und wurde aus Mauersteinen errichtet. An der Westwand ist ein ovales Fenster, das – ebenso wie das Portal sowie die Fenster an der Ostseite – noch aus dem Mittelalter stammen. Oberhalb des Kirchenschiffs erhebt sich ein Satteldach, das nach Osten hin abgewalmt ist. Im Westen erhebt sich daraus ein verbretterter, fensterloser Kirchturm, der mit einem Pyramidendach und Turmkugel mit Wetterfahne abschließt.

## Ausstattung
Die Kirchenausstattung ist einheitlich barock und stammt aus dem 18. Jahrhundert. Der hölzerne Kanzelaltar besitzt an seinen Seiten Schranken, die mit drei Säulen versehen sind. Mittig ist ein hölzernes Kruzifix. Dahinter ist der Spruch aus der Passion „Es ist vollbracht“ zu lesen. Oberhalb des Kanzelkorbs ist ein Schalldeckel, dessen Unterseite mit einer Taube als Symbol für den Heiligen Geist verziert ist. An der Vorderseite des Schalldeckels ist das Bekenntnis aus dem 1. Brief des Paulus an die Korinther „Alles Zur Ehre Gottes“ angebracht 1 Kor 10,31 .
Die Fünte wurde ebenfalls aus Holz gearbeitet und ist achteckig. Zur weiteren Ausstattung gehören eine Hufeisenempore, mit ornamental bemalten Brüstungsfeldern sowie weiteren Sprüchen aus der Bibel. Im Westen steht eine Orgel, die vom Mitteldeutschen Orgelbau Arno Voigt stammt. Der Orgelbauer errichtete das Instrument mit zwei Manualen, einem Pedal und elf Registern nach Angaben der Kirchengemeinde im Jahr 1925. Der Förderkreis Alte Kirchen Berlin-Brandenburg geht hingegen davon aus, dass das Instrument in den Jahren 1909 bis 1912 errichtet wurde. Das Instrument ist im Jahr 2019 nicht spielbar.